# Eupithecia impolita
Eupithecia impolita är en fjärilsart som beskrevs av András Vojnits 1980. Eupithecia impolita ingår i släktet Eupithecia och familjen mätare. Inga underarter finns listade i Catalogue of Life.